# Donnacona
Donnacona é uma cidade localizada na província de Quebec no Canadá.